# Der Strich
Der Strich ist eine Feldstudie des österreichischen Soziologen Roland Girtler über das Wiener Prostitutionsmilieu.
Girtlers Studie gilt im deutschsprachigen Raum mittlerweile als – nicht unumstrittener – Klassiker  der moderneren Prostitutionsforschung.

## Publikationsgeschichte
Die Studie erschien als Buch erstmals 1985 mit dem Untertitel Erkundungen in Wien. Die zweite und dritte überarbeitete Auflage (1987/1988 bzw. 1990) trägt den Untertitel Sexualität als Geschäft. Nochmals überarbeitet erschien 1994 die vierte Auflage unter dem Titel Erotik der Straße. Gegenwärtig liegt die fünfte Auflage (2004) vor (Untertitel: Soziologie eines Milieus).

## Methodik
Girtler stützt sich methodisch vorwiegend auf teilnehmende Beobachtung und das „ero-epische Gespräch“ (d. h. qualitative Interviews). Er distanziert sich ausdrücklich von quantitativ-statistischen Methoden und bezieht sich auf die Forschungsansätze der Chicagoer Schule.

## Inhalt
Girtler beschreibt die Interaktion von Zuhältern, Prostituierten und Kunden. Auf der Seite der Prostituierten steht als Motiv im Vordergrund das Bedürfnis, auf einfache Weise ihren Unterhalt zu gewinnen. Viele der Frauen kämen zudem aus prekären ökonomischen und sozialen Verhältnissen, die es ihnen schwer machten, andere Tätigkeiten auszuüben. Während ihre Beziehung zu den Kunden rein finanzieller Natur ist, trägt das Verhältnis zum Zuhälter emotionalen Charakter, da dieser ihr das Gefühl gebe, als Mensch und Frau akzeptiert zu sein. Der Zuhälter werde so zur „Hure der Hure“, der gewissermaßen für seine emotionalen Dienstleistungen von der Prostituierten bezahlt werde.
Wenngleich sich die Strategien der Akteure (Zuhälter und Prostituierte) stark von den Biographie- und Karrierevorstellungen der bürgerlichen Gesellschaft unterschieden, seien ihre Ziele durchaus konventioneller Natur, nämlich vorrangig, zu Vermögen zu kommen.

## Ausgaben
- Roland Girtler: Der Strich. Erotik der Straße. 1. Auflage. Edition S, Wien 1994, ISBN 3-7046-0514-X.
- Roland Girtler: Der Strich. Soziologie eines Milieus. 6. Auflage. Wien / Berlin / Münster 2013, ISBN 978-3-8258-7699-9.

## Weblink
- Artikel über Der Strich im Forum Qualitative Sozialforschung von Ralf Ottermann